# 50PLUS
Az 50PLUS vagy 50+, (kiejtése: [ˈfɛiftɪx plʏs]) egy hollandiai politikai párt, amelynek fő ideológiája a nyugdíjasok jogai és azok védelme. A pártot 2009-ben alapította Maurice Koopman, Alexander Münninghoff, és Jan Nagel, utóbbi korábban a Munkáspártban (PvdA) és az azóta megszűnt Élhető Hollandiában (LN) politizált. A párt elnöke 2016 óta Henk Krol volt, de 2020. május 3-án kilépett a pártból, és megalakította saját tömörülését, a Jövő Pártját.
A párt először a 2011-es holland tartományi választásokon indult, ahol 9 mandátumot nyert. Ugyanabban az évben egy helyet szerzett a Szenátusban, majd a 2012-es általános választáson 2 mandátumot nyert el a 150 fős holland Képviselőházban. A párt a mindenkori ellenzék tagja.

## Ideológia
A párt elsősorban nyugdíjas- és populista politikát folytat, tehát az 50 éven felüliek érdekeit képviseli, emellett mérsékelten szkeptikus az Európai Unióval szemben. Elhelyezkedését tekintve centrista. Az 50PLUS az Európai Néppárt tagja.
Programja:
1. Nyugdíjkorhatár csökkentése 65 évre;
2. Nyugdíjkamat felemelése 4%-ra;
3. Társadalombiztosítási díjak korlátozása;
4. Önkéntes juttatások adómentességének biztosítása;
5. Idős munkanélküliekről való gondoskodás;
6. Strukturális adócsökkentés;
7. Államadósság csökkentése;
8. Öröklési adó eltörlése;
9. Állami bank létrehozása;
10. Az egészségügyi rendszer reformja, piaci erők nélkül[2]

## Választási eredmények

### Képviselőház
| Év   | Szavazatok | %          | Mandátumok | Státusz           |
| ---- | ---------- | ---------- | ---------- | ----------------- |
| 2012 | 177.631    | 1.9 (11.)  | 2 / 150    | ellenzék          |
| 2017 | 327.131    | 3.1 (10.)  | 4 / 150    | ellenzék          |
| 2021 | 106.658    | 1.0 (15.)  | 1 / 150    | ellenzék          |
| 2023 | 51.043     | 0.49 (17.) | 0 / 150    | parlamenten kívül |

### Szenátus
| Év   | Szavazatok | %   | Mandátumok | Státusz  |
| ---- | ---------- | --- | ---------- | -------- |
| 2011 | 2.193      | 1.3 | 1 / 75     | ellenzék |
| 2015 | 4.388      | 2.3 | 2 / 75     | ellenzék |
| 2019 | 5.251      | 3.0 | 2 / 75     | ellenzék |
| 2023 | 3,264      | 1.8 | 1 / 75     | ellenzék |

### Európai Parlament
| Év   | Szavazatok | %          | Mandátumok | Státusz  |
| ---- | ---------- | ---------- | ---------- | -------- |
| 2014 | 175.343    | 3.69 (10.) | 0 / 26     | ellenzék |
| 2019 | 215.199    | 3.91 (9.)  | 1 / 26     | ellenzék |

### Tartományok
| Év   | Szavazatok | %     | Mandátumok | Státusz  |
| ---- | ---------- | ----- | ---------- | -------- |
| 2011 |            | (10.) | 9 / 566    | ellenzék |
| 2015 |            | (10.) | 14 / 570   | ellenzék |